# Zelandia (continente)

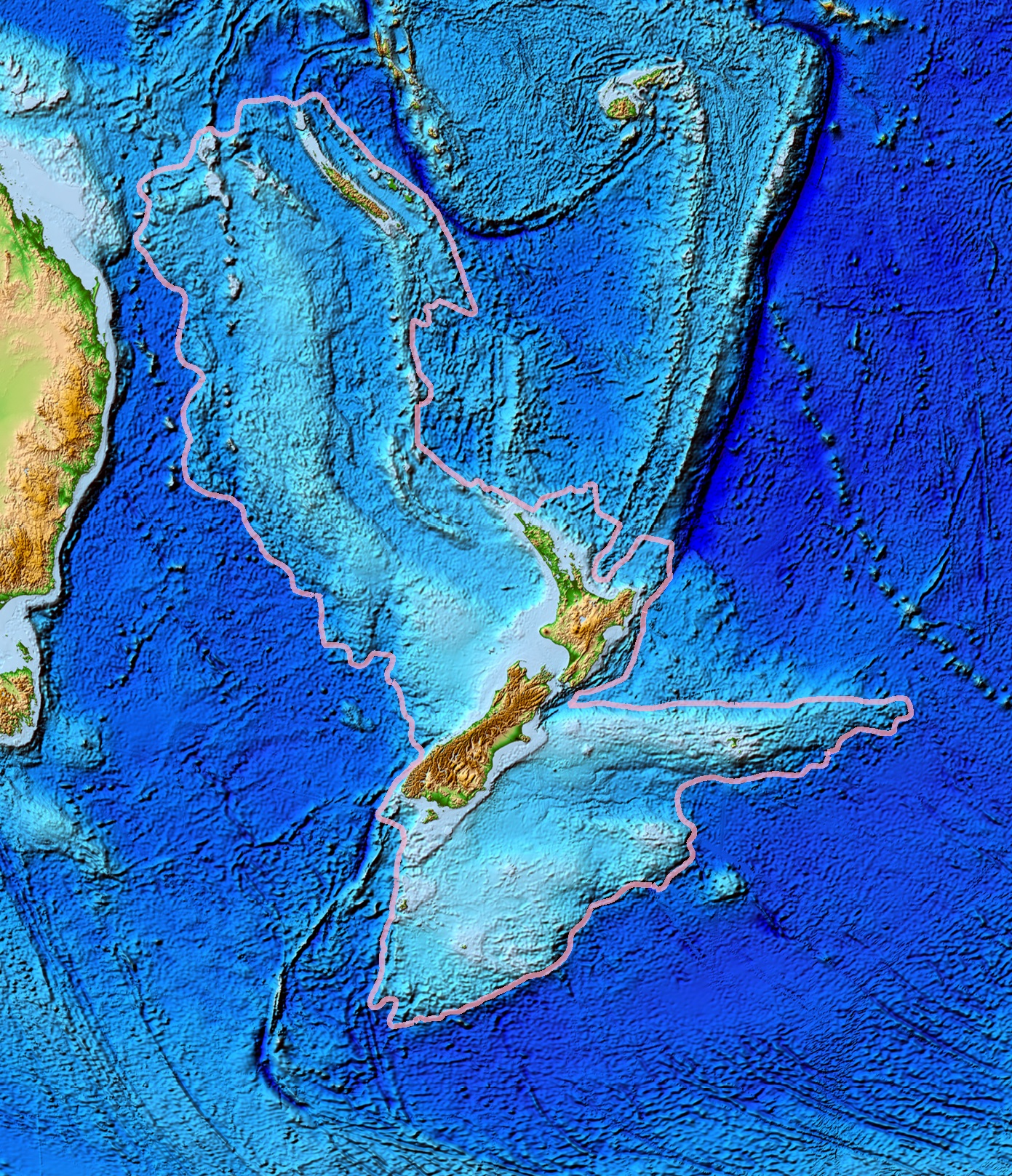
Topografía de Zelandia. Las líneas que se marcan al norte, al noreste y al suroeste lejos de Nueva Zelanda no son consideradas parte del continente. Tampoco Australia, Fiyi ni Vanuatu.

Zealandia, también llamado Zelandia, Tasmantis o continente de Nueva Zelanda, es un continente casi sumergido que se hundió después de separarse de Asia, hace 60-85 millones de años, y de la Antártida hace 130-185 millones de años. La mayor parte (alrededor del 90 %) acabó de sumergirse hace aproximadamente 23 millones de años bajo el océano Pacífico.
En su mayor extensión, habría tenido un área de 4 900 000 km², más grande que Groenlandia o la India actualmente, o más de la mitad del tamaño de Australia. Fue un continente excepcionalmente largo y estrecho, desde Nueva Caledonia al norte hasta más allá de las islas subantárticas de Nueva Zelanda por el sur. Nueva Zelanda es hoy la porción más grande sobre el nivel del mar, seguida de Nueva Caledonia. 

## Etimología y clasificación

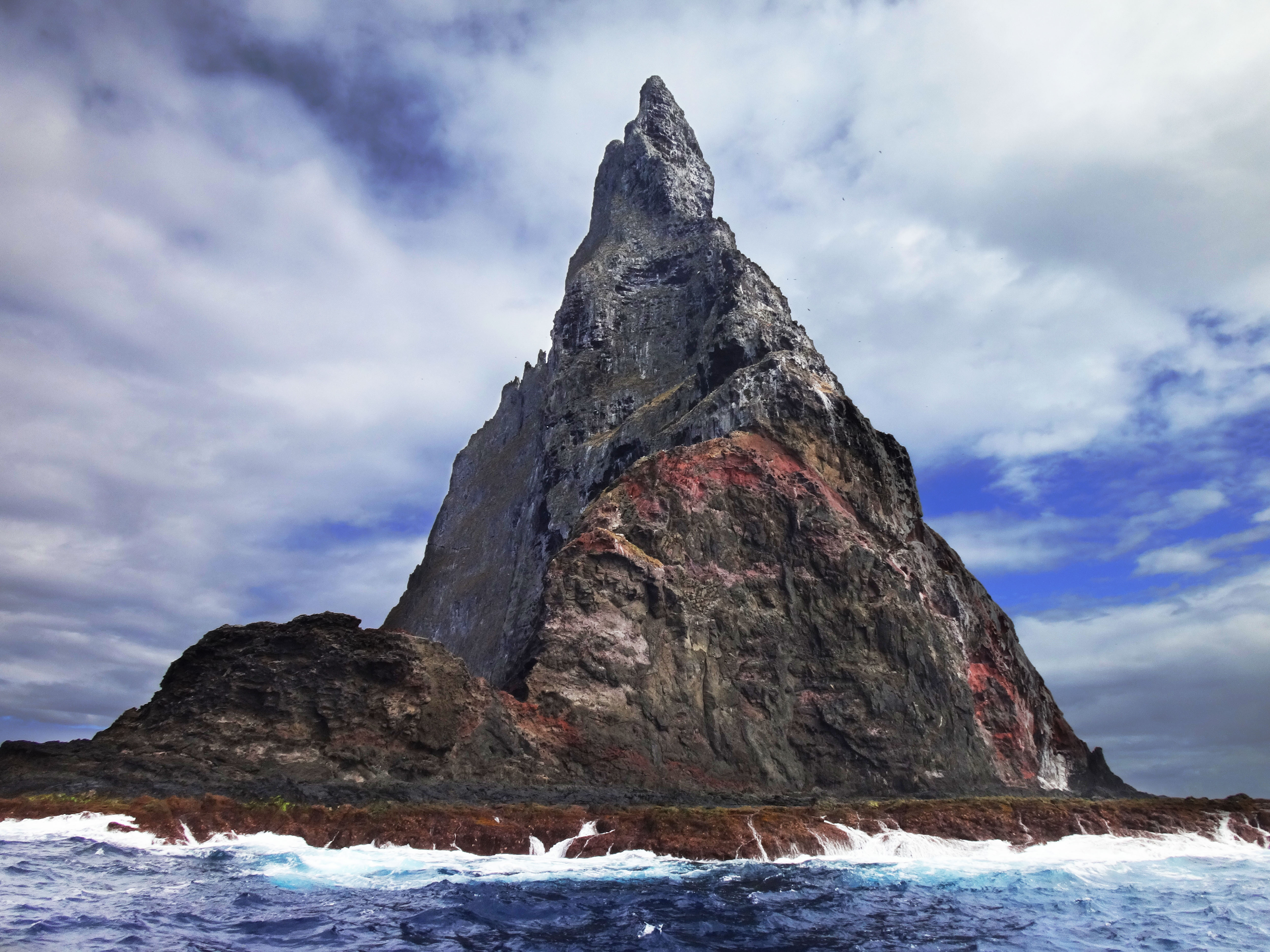
Pirámide de Ball, en las islas Lord Howe, una de las pocas tierras emergidas de Zelandia aparte de Nueva Zelanda

El nombre y concepto de Zelandia fue propuesto por Bruce Luyendyk en 1995. El instituto geológico neozelandés GNS Science reconoce dos nombres para la masa continental. En inglés, el nombre más común es Zealandia, un nombre en latín para Nueva Zelanda. En el idioma maorí, la masa continental se llama Te Riu-a-Māui, que significa «las colinas, valles y llanuras de Māui».
La idea de que Zelandia es un continente por derecho propio ha sido defendida en el libro de Nick Mortimer y Hamish Campbell Zealandia: Our continent revealed (2014), en el cual los autores presentaron evidencia geológica y ecológica en apoyo de su tesis.
En 2017, un equipo de once geólogos de Nueva Zelanda, Nueva Caledonia y Australia concluyó que Zelandia cumple todos los requisitos para ser considerado un continente sumergido, en lugar de un microcontinente o fragmento continental. Este veredicto fue ampliamente cubierto en los medios de comunicación.

## Geología

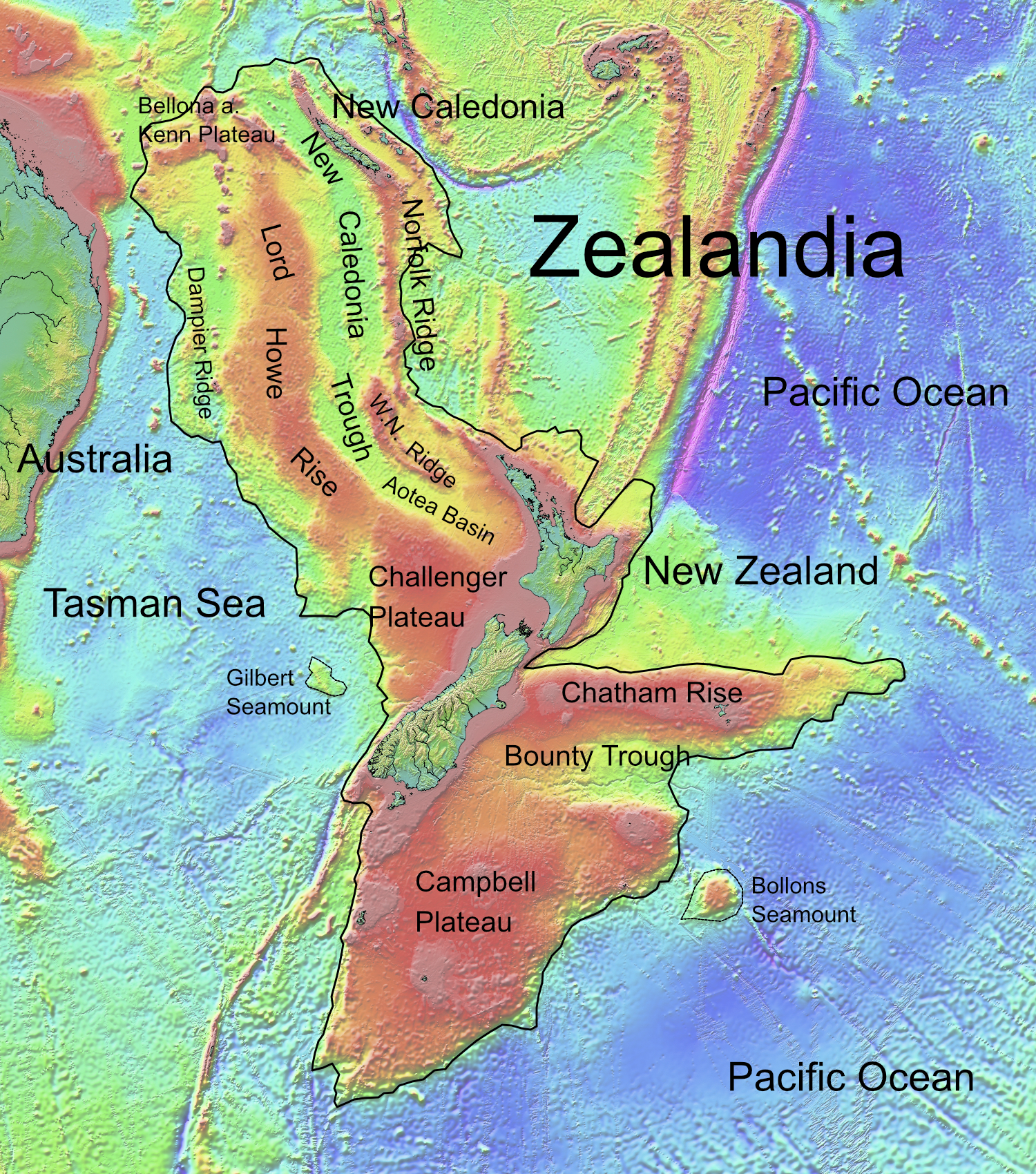
Mapa topográfico

Las imágenes satelitales muestran que Zelandia tiene casi el tamaño de Australia. Un estudio de 2021 sugiere que Zelandia tiene más de mil millones de años, aproximadamente el doble de lo que los geólogos creían anteriormente.
La desintegración de Gondwana formó el norte de Zelandia. Zelandia sufrió una extensión como resultado del retroceso en dirección este-noreste de la subducción de la placa del Pacífico en dirección oeste-suroeste, que terminó entre hace 95 a 85 millones de años atrás. Hace 85 millones de años, Zelandia se separó de Australia a través de la expansión del fondo marino de los mares del Coral y de Tasmania hasta que esto cesó hace 52 millones de años. El acortamiento de un margen norte convergente activo de Zelandia se produjo principalmente entre 45 y 35 millones de años atrás. A esto le siguió la apertura de las cuencas de retroarco del suroeste del Pacífico y la migración de las fosas de Tonga y de Kermadec hacia el este. Hace entre 23,3 y 5 millones de años se produjo una extrusión por cizallamiento con la ruptura de la falla alpina de Nueva Zelanda y una extensión hacia el suroeste de la meseta Campbell en relación con la meseta Challenger. El movimiento de expansión de la dorsal del océano Índico sudoriental separó por completo a Zelandia de la Antártida hace unos 10 millones de años. En los últimos 5 millones de años, Zelandia ha estado hundiéndose en general debido a que la placa del Pacífico se ha subducido hacia el oeste y se ha retirado hacia el este.

Mapa de Zelandia con sus principales características físicas, como la meseta Challenger en el norte y la meseta Campbell en el sur, separadas por la falla alpina.

El mapeo de Zelandia concluyó en 2023. Con un área total de aproximadamente 4 900 000 km² (1 891 891,9 mi²), Zelandia es sustancialmente más grande que cualquier formación denominada microcontinente o fragmento continental. Si se clasificara como un microcontinente, Zelandia sería el microcontinente más grande del mundo. Su área es seis veces la del microcontinente que le sigue en tamaño, Madagascar, y más de la mitad del área del continente australiano. Zelandia tiene más del doble del tamaño de la gran provincia ígnea intraoceánica más grande del mundo, la meseta de Ontong Java, y la isla más grande del mundo, Groenlandia. Zelandia también es sustancialmente más grande que la península Arábiga, la península más grande del mundo, y que el subcontinente indio. Debido a estas y otras consideraciones geológicas, como el espesor y la densidad de la corteza, algunos geólogos de Nueva Zelanda, Nueva Caledonia y Australia han llegado a la conclusión de que Zelandia cumple todos los requisitos para ser considerada un continente y no un microcontinente o un fragmento continental. El geólogo Nick Mortimer comentó que si no fuera por el nivel del océano, se habría reconocido como tal hace mucho tiempo.
En ocasiones, los científicos dividen Zelandia en dos regiones: Zelandia del Norte (o Provincia Occidental) y Zelandia del Sur (o Provincia Oriental), esta última contiene la mayor parte de la corteza del batolito medio. Estas dos formaciones están separadas por la Falla Alpina y la Fosa de Kermadec y por la meseta de Hikurangi en forma de cuña, y se desplazan por separado una de la otra.

### Vulcanismo
El vulcanismo en Zelandia ha tenido lugar repetidamente en varias partes del fragmento continental antes, durante y después de que se separara del supercontinente Gondwana. Aunque Zelandia se ha desplazado aproximadamente 6000 km al noroeste con respecto al manto subyacente desde el momento en que se separó de la Antártida, el vulcanismo intracontinental recurrente exhibe una composición de magma similar a la de los volcanes en partes previamente adyacentes de la Antártida y Australia. El magmatismo de gran volumen ocurrió en dos períodos, en el Devónico (hace 370 a 368 millones de años) y durante el Cretácico inferior (hace 129 a 105 millones de años).
Este vulcanismo está muy extendido en Zelandia, pero en la tierra actual por lo general es de bajo volumen, a excepción de los enormes volcanes en escudo del Mioceno medio y tardío que formaron las penínsulas de Banks y de Otago. Además, se produjo de forma continua en numerosas regiones limitadas a lo largo del Cretácico Superior y del Cenozoico. Algunas de sus causas siguen siendo objeto de controversia, tal vez debido a la falta de datos. Durante el Mioceno, la sección norte de Zelandia (elevación de Lord Howe) podría haberse deslizado sobre un punto caliente estacionario, formando la cordillera submarina de Lord Howe.
Se ha sugerido que Zelandia puede haber jugado un papel importante en el origen del cinturón de fuego volcánico del Pacífico.

## Economía
Zelandia cuenta con una importante industria pesquera costera y yacimientos de gas natural, de los cuales el más grande conocido es el campo gasífero de Maui, en Nueva Zelanda, cerca de Taranaki. En 2007 se otorgaron permisos para la exploración petrolera en la Gran Cuenca Sur, al sur de la isla Sur. Los recursos minerales marinos incluyen arenas ferríferas, sulfuros volcánicos masivos y depósitos de nódulos de ferromanganeso.

## Biogeografía
Nueva Caledonia se encuentra en el extremo norte del antiguo continente, mientras que Nueva Zelanda se alza en el límite de placas que lo divide en dos. Estas masas de tierra constituyen dos puestos avanzados de la flora antártica, con araucarias y podocarpos. En la bahía Curio se pueden ver troncos de un bosque fosilizado estrechamente relacionado con el kauri y el pino de Norfolk modernos que crecieron en Zelandia hace aproximadamente 180 millones de años durante el período Jurásico, antes de que se separara de Gondwana. Los árboles que crecían en estos bosques fueron enterrados por coladas de lodo volcánico y gradualmente reemplazados por sílice para producir los fósiles que ahora quedan expuestos por el mar.
A medida que los niveles del mar descienden durante los períodos glaciares, una mayor parte de Zelandia se convierte en un entorno terrestre en lugar de un entorno marino. Originalmente, se pensaba que Zelandia no tenía fauna de mamíferos terrestres autóctonos, pero el descubrimiento en 2006 de una mandíbula fósil de mamífero del Mioceno en la región de Otago demuestra lo contrario.

## Divisiones administrativas y demografía
La superficie terrestre total (incluyendo los cuerpos de agua continentales) de Zelandia es de 286.660,25 km2. De esta superficie, Nueva Zelanda comprende la abrumadora mayoría, con 267.988 km2 (el 93,49 %), que incluye el continente (Isla Norte e Isla Sur), las islas cercanas y la mayoría de las islas exteriores, incluidas las islas Chatham, las islas subantárticas de Nueva Zelanda, las islas Solander y las Manawatāwhi  (pero no las islas Kermadec o la isla Macquarie de Australia, que son partes del rift).
Nueva Caledonia y las islas que la rodean comprenden alrededor del 6,48% de Zelandia, y el resto está formado por varios territorios de Australia, incluyendo el grupo de islas de Lord Howe (pertenecientes administrativamente a Nueva Gales del Sur) con el 0,02%, la isla Norfolk con el 0,01%, así como los arrecifes Cato, Elizabeth y Middleton (parte del Territorio de las Islas del Mar del Coral).
A 2024 la población humana total de Zelandia era de aproximadamente 5,4 millones de personas.  El centro urbano más grande es la ciudad de Auckland, con cerca de 1,7 millones de habitantes, cerca de un tercio del total del continente.
- Nueva Zelanda – 5,112,300[34]
- Nueva Caledonia (Francia) – 268,767[35]
- Isla Norfolk (Australia) – 1,748[36]
- Isla de Lord Howe (Australia) – 382